# Jordan Smith (Fußballspieler, 1994)
Jordan Clifford Smith (* 8. Dezember 1994 in South Normanton) ist ein englischer Fußballtorhüter, der beim schottischen Erstligisten Hibernian Edinburgh unter Vertrag steht.

## Karriere

### Nottingham Forest
Der seit seinem siebenten Lebensjahr in der Jugendakademie von Nottingham Forest aktive Jordan Smith debütierte am 11. Februar 2017 für seinen Verein, als er in der 23. Minute den verletzten Stammtorhüter Stephen Henderson im Tor von Forest ersetzte. Da Henderson bis zum Saisonende ausfiel, etablierte sich Smith als Stammtorhüter seiner Mannschaft und bestritt insgesamt fünfzehn Ligaspiele in der EFL Championship 2016/17. Aufgrund seiner überzeugenden Leistungen stattete ihn Forest Anfang April 2017 mit einem neuen bis 2020 gültigen Vertrag aus.
Mitte November 2018 wurde er per Notfall-Leihe an den Drittligisten FC Barnsley verliehen, der nach dem verletzungsbedingten Ausfall von Jack Walton und einer Länderspielreise von Stammtorhüter Adam Davies keinen einsatzfähigen Torhüter mehr im Kader hatte. Im Januar 2019 wurde er für die restliche Saison an den Drittligisten Mansfield Town verliehen. In der EFL Championship 2021/22 stieg Jordan Smith mit Forest in die Premier League auf, blieb dabei aber ohne Einsatz. 
Ende Januar 2023 wechselte Jordan Smith auf Leihbasis zum englischen Zweitligisten Huddersfield Town.